# NGC 1393
NGC 1393 é uma galáxia {{{typ}}} localizada na direcção da constelação de Eridanus. Possui uma declinação de -18° 25' 43" e uma ascensão recta de 3 horas, 38 minutos e 38,4 segundos.
A galáxia NGC 1393 foi descoberta em 6 de Outubro de 1785 por William Herschel.